# Тонга
Тонга (тон. , енгл. Tonga), или званично Краљевина Тонга (тон. , енгл. Kingdom of Tonga), независна је острвска држава смештена у западном делу Полинезије, у Океанији. Налази се на трећини пута од Новог Зеланда до Хаваја. Тонга се налази јужно од Самое и источно од Фиџија. Тонга је тонганска реч за југ. Према подацима из 2021. године, наведеним у Џонсон Трибуну, Тонга има 104.494 становника, од којих 70% живи на главном острву Тонгатапу. Земља се протеже око 800 km (500 mi) у правцу север-југ.
Тонга је архипелаг од 169 острва, од којих су 96 насељена. Већина острва су корална, док су нека вулканског порекла. Земљотреси су честа појава на Тонги. Највеће острво је Тонгатапу на којем живи 60% становника државе. Ту је и престоница, Нукуалофа.
Острва Тонга се понекад још називају „Пријатељска острва“. Ово име је острвима дао капетан Џејмс Кук кога су становници острва дочекали са добродошлицом.

## Историја
Већ од 10. века острва су имала своју краљевину. У 12. веку Тонганци су били познати као морепловци на Пацифику. Неки историчари њихова истраживачка путовања квалификују као оснивање својеврсне империје.
Током 15. и 17, века на острвима је избио грађански рат поглавица. У то доба, до Тонге су стигли први европски истраживачи: Вилем Шоутен 1616, Абел Тасман 1643. и Џејмс Кук 1773, 1774. и 1777. године. 
Тонга је постала краљевина 1845. под влашћу амбициозног младог ратника и говорника Тауфахауа (Tāufaʻāhau). Под западним утицајем, он је прогласио Тонгу за уставну монархију, ослободио феудалне слуге, увео законе и прихватио стил владавине западних монарха. Покрстио се и узео краљевско име Џорџ Тупу I.
Тонга је ступила под протекторат Уједињеног Краљевства уговором од 18. маја 1900. Британија је на острвима до 1970. била заступљена само преко конзула. Тонга је једина територија на Пацифику која је непрекидно била под влашћу локалног владара.
Године 1970. Тонга преузима пуну независност и придружује се Комонвелту. Једна је од ретких чланица Комонвелта које имају сопственог наследног монарха, тј. да то није британски монарх. Тонга је постала члан Уједињених нација 1999. године.

## Географија

### Положај
Површина државе износи 748 km².
Архипелаг Тонга пружа се у смеру север-југ на подморском спруду западно од истоименог дубокоморског рова (10.882 метра). Састоји се од западног острвског низа с једанаест планинских острва вулканског порекла и источног острвског низа ниских коралних острва.

### Клима
Клима је угодна суптропска с израженим температурним разликама током године. Довољне годишње количине падавина (око 2.000 милиметара) погодују расту бујних тропских шума на већим, вулканским острвима.
| Клима Нукуалофе (Кепен Af)  | Клима Нукуалофе (Кепен Af) | Клима Нукуалофе (Кепен Af) | Клима Нукуалофе (Кепен Af) | Клима Нукуалофе (Кепен Af) | Клима Нукуалофе (Кепен Af) | Клима Нукуалофе (Кепен Af) | Клима Нукуалофе (Кепен Af) | Клима Нукуалофе (Кепен Af) | Клима Нукуалофе (Кепен Af) | Клима Нукуалофе (Кепен Af) | Клима Нукуалофе (Кепен Af) | Клима Нукуалофе (Кепен Af) | Клима Нукуалофе (Кепен Af) |
| Показатељ \ Месец           | .Јан.                      | .Феб.                      | .Мар.                      | .Апр.                      | .Мај.                      | .Јун.                      | .Јул.                      | .Авг.                      | .Сеп.                      | .Окт.                      | .Нов.                      | .Дец.                      | .Год.                      |
| --------------------------- | -------------------------- | -------------------------- | -------------------------- | -------------------------- | -------------------------- | -------------------------- | -------------------------- | -------------------------- | -------------------------- | -------------------------- | -------------------------- | -------------------------- | -------------------------- |
| Апсолутни максимум, °C (°F) | 32 (90)                    | 32 (90)                    | 31 (88)                    | 30 (86)                    | 30 (86)                    | 28 (82)                    | 28 (82)                    | 28 (82)                    | 28 (82)                    | 29 (84)                    | 30 (86)                    | 31 (88)                    | 32 (90)                    |
| Максимум, °C (°F)           | 29,4 (84,9)                | 29,9 (85,8)                | 29,6 (85,3)                | 28,5 (83,3)                | 26,8 (80,2)                | 25,8 (78,4)                | 24,9 (76,8)                | 24,8 (76,6)                | 25,3 (77,5)                | 26,4 (79,5)                | 27,6 (81,7)                | 28,7 (83,7)                | 27,3 (81,1)                |
| Просек, °C (°F)             | 26,4 (79,5)                | 26,8 (80,2)                | 26,6 (79,9)                | 25,3 (77,5)                | 23,6 (74,5)                | 22,7 (72,9)                | 21,5 (70,7)                | 21,5 (70,7)                | 22,0 (71,6)                | 23,1 (73,6)                | 24,4 (75,9)                | 25,6 (78,1)                | 24,1 (75,4)                |
| Минимум, °C (°F)            | 23,4 (74,1)                | 23,7 (74,7)                | 23,6 (74,5)                | 22,1 (71,8)                | 20,3 (68,5)                | 19,5 (67,1)                | 18,1 (64,6)                | 18,2 (64,8)                | 18,6 (65,5)                | 19,7 (67,5)                | 21,1 (70)                  | 22,5 (72,5)                | 20,9 (69,6)                |
| Апсолутни минимум, °C (°F)  | 16 (61)                    | 17 (63)                    | 15 (59)                    | 15 (59)                    | 13 (55)                    | 11 (52)                    | 10 (50)                    | 11 (52)                    | 11 (52)                    | 12 (54)                    | 13 (55)                    | 16 (61)                    | 10 (50)                    |
| Количина кише, mm (in)      | 174 (6,85)                 | 210 (8,27)                 | 206 (8,11)                 | 165 (6,5)                  | 111 (4,37)                 | 95 (3,74)                  | 95 (3,74)                  | 117 (4,61)                 | 122 (4,8)                  | 128 (5,04)                 | 123 (4,84)                 | 175 (6,89)                 | 1,721 (67,76)              |
| Дани са кишом               | 17                         | 19                         | 19                         | 17                         | 15                         | 14                         | 15                         | 13                         | 13                         | 11                         | 12                         | 15                         | 180                        |
| Релативна влажност, %       | 77                         | 78                         | 79                         | 76                         | 78                         | 77                         | 75                         | 75                         | 74                         | 74                         | 73                         | 75                         | 76                         |
| Извор: Weatherbase          |                            |                            |                            |                            |                            |                            |                            |                            |                            |                            |                            |                            |                            |

## Становништво
Велику већину становништва чине Тонганци (98%), полинежански народ вишевековне државотворне традиције. Према вероисповести најбројнији су протестанти (43%), од осталих највише има католика и мормона. Основу економије чини пољопривреда монокултурне усмерености (кокосова палма). Од осталих култура већи значај имају банане и агруми, а за исхрану становништва највише се узгајају слатки кромпир и маниок.
Преко 70% од укупно 101.991 становника живи на главном острву Тонгатапуу. Иако се све већи број Тонганаца пресељава у урбани и комерцијални центар државе, где су европска и аутохтона култура измешане, сеоски живот и родбинске везе су у земљи и даље јако утицајне. Упркос емиграцији, популација Тонга порасла је од око 32.000 становника 1930. године на више од 90.000 становника до 1976. године.

### Етничке групе
Према владином порталу, Тонганци, Полинежани по националности са мешавином Меланежана, представљају више од 98% становништва. 1,5% су мешанци Тонганаца и преосталих Европљана (углавном Британаца), и остали пацифички острвљани. Према новозеландском листу, у Тонги је 2001. године живело око 3.000 до 4.000 Кинеза, који су чинили 3 или 4% укупног становништва. Године 2006, нереди у Нуку'алофи углавном су погодили кинеске власнике предузећа, што је довело до исељавања неколико стотина истих, тако да је у држави остало само око 300 њих.

### Језици
Тонгански језик је службени језик у држави, заједно са енглеским. Тонгански језик припада групи полинежанских језика и тесно је повезан са валиским, ниуеанским, самоанским и хавајским језиком.